# Striden vid Syrjäntaka
Striden vid Syrjäntaka ägde rum under finska inbördeskriget mellan den 28 och 29 april 1918 mellan rödgardister och tyska trupper.
Östersjödivisionen hade landstigit i Finland under april månad och efter erövringen av Tavastehus den 26 april började de röda sin reträtt mot öster. För att skära av reträttvägen skickade generalmajor Wolf fem enheter infanteri mot Lampis-Syrjäntaka. Tyskarna lyckades inte stoppa de röda, utan besegrades vid Syrjäntaka by den 29 april och fortsatte att retirera mot Lahtis. Under dessa strider brändes Syrjäntaka till grunden.
Från Riihimäki skickade tyskarna förstärkningar, men inte heller dessa lyckades hejda de röda. Tyskarna förlorade under denna blodiga strid 37 man. Ett minnesmärke över dem invigdes den 13 juni 1920. År 1967 avtäcktes ett rött gravmonument med 87 namn i Haukilammi i Syrjäntaka. 